# 小牛田運輸区
小牛田運輸区（こごたうんゆく）は、宮城県遠田郡美里町の小牛田駅隣接地にかつて存在した東日本旅客鉄道（JR東日本）東北本部の車両基地および乗務員（運転士・車掌）組織である。2023年5月31日限りで廃止し、現在は乗務員部門は小牛田統括センター、検修部門は仙台車両センター小牛田派出所。

## 歴史
- 1913年（大正2年）4月20日 - 小牛田機関庫開設。
- 1936年（昭和11年）9月1日 - 小牛田機関区に改称。
- 1959年（昭和34年）11月1日 - 仙台車掌区小牛田支区を小牛田車掌区に改称。
- 1960年（昭和35年）3月1日 - 陸東・石巻線管理所発足に伴い、小牛田機関区、小牛田車掌区、小牛田客貨車区を編入。
- 1971年（昭和46年）3月1日 - 陸東・石巻線管理所廃止に伴い、小牛田機関区、小牛田車掌区を再設置。
- 1985年（昭和60年）3月14日 - 小牛田車掌区を仙台車掌区小牛田派出に改称。
- 1987年（昭和62年）4月1日 - 東日本旅客鉄道に継承。
- 1989年（平成元年）3月11日 - 小牛田運転区・仙台車掌区小牛田派出を統合し、小牛田運輸区発足[2]。
- 1998年（平成10年） - キハ58系の置き換え用として、キハ110系200番台を配置。
- 1999年（平成11年） - キハ58系がキハ110系200番台へ完全置き換え。
- 2011年（平成23年）7月16日 - 運転を再開した仙石線矢本 - 石巻間で当区のキハ110系が使用開始。
- 2013年（平成25年） - 創立100周年。
- 2015年（平成27年） - 同年開業の仙石東北ライン用として、HB-E210系を配置。
- 2015年（平成27年）5月30日 - 仙石線復旧・仙石東北ライン開業に伴い、仙石線から当区のキハ110系が撤退すると同時に、石巻線全線で運転を開始し、当区のキハ40系（一般用）を置き換え。
- 2023年（令和5年） 6月1日 - 小牛田統括センター（小牛田、くりこま高原、古川、石巻の各駅、小牛田運輸区の統合）が発足。当区は廃止[3]、検修部門を仙台車両センター小牛田派出所に移管する。

## 配置車両の車体に記される略号
- 「北ココ」…東北本部（旧仙台支社)を意味する「北」と、小牛田を意味する「ココ」から構成される。

## 配置車両
主に石巻線・気仙沼線・陸羽東線・陸羽西線で運用される気動車のほか、ジョイフルトレインに改造された気動車も配置されている。当区の国鉄型気動車は、アイボリーの地に緑の濃淡が塗装されていた（東北地域本社色）。
当区配置の車両は、小牛田駅の東側に隣接している車両基地において、清掃・洗車・点検・検査など日常的整備を行う。なお、全般検査・要部検査等は基本的に郡山総合車両センターにて施工される。清掃などの一部業務はグループ会社のJR東日本テクノサービス（小牛田営業所）に委託されている。構内は非電化で、電車・電気機関車の乗り入れは不可能なため、電車は小牛田駅本屋とホームの間にある留置線で夜間滞泊する。
2023年4月1日現在の配置車両は以下のとおり。
| 電車 | 気動車 | 機関車 | 客車 | 貨車 | 合計 |
| ---- | ------ | ------ | ---- | ---- | ---- |
| 0両  | 83両   | 0両    | 0両  | 0両  | 83両 |

### 気動車

#### 一般車
- キハ48形（2両）

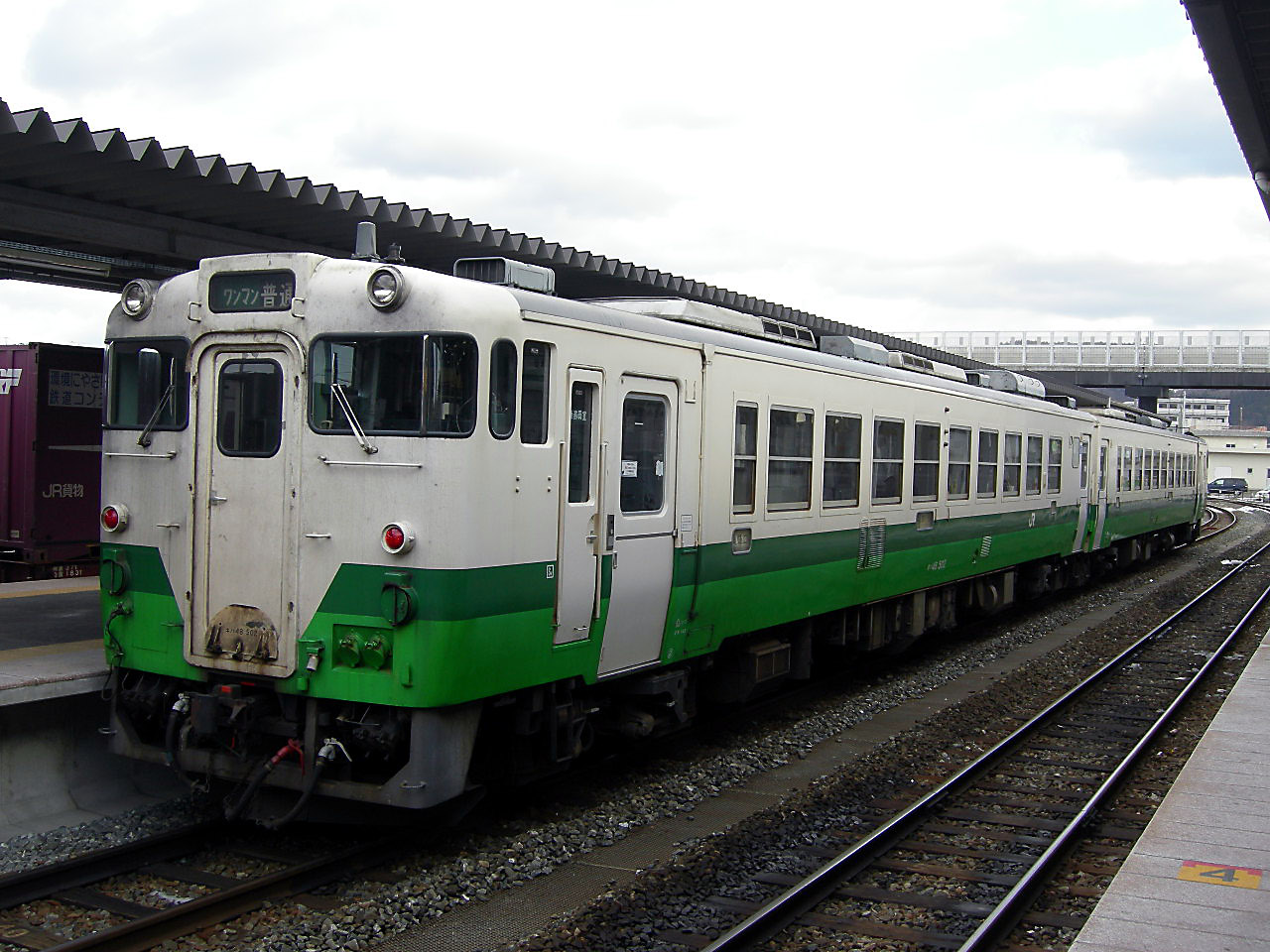
キハ48形（ワンマン運転対応編成、キハ48-502・1512）

  - 500番台1両、1500番台1両が配置されている。波動用の「びゅうコースター風っこ」である。
  - 2015年度4月1日時点では一般用として500番台6両と1500番台6両も配置されていたが、前述の通り仙石線復旧・仙石東北ライン開業によるダイヤ改正に伴い、同年度内に4両が廃車され、8両が新津運輸区へ転属となり、一般用の配置はなくなった。
  - 一般用は2両 (545, 1533) を除き、500番台+1500番台の2両編成を組成し、連結面間の貫通路拡大や座席配置の変更（キハ110系などと同様にクロスシート部は2列+1列化）、行先表示器の交換などを実施しているほか、冷房装置の搭載も進められた。基本的にはこれらの編成のみが石巻線のワンマン運転に充当された。なお、車内に運賃表示器は設置されていない代わりに、三角運賃表が掲示されていた。この一般用の500番台と1500番台12両は東北地域本社色となっていた（「石巻線マンガッタンライナー」色となった車両を除く - 後述）。
  - 2011年3月11日、東北地方太平洋沖地震による津波で、気仙沼線松岩 - 最知間を走行していた2両（キハ48-1544・552）が流され脱線。 同年5月末に現地にて解体作業が行われた [4]。また、石巻線女川駅に停車中の2両（キハ48-502・1512）が津波に流され脱線、同年4月末に現地にて解体作業が行われた[5]。これら4両は2011年3月12日付けで廃車となった。
  - 2013年3月23日から2015年5月31日までワンマン運転対応編成のうち2本（キハ48-503・1513、538・1535）が「石巻線マンガッタンライナー」として、石ノ森章太郎のマンガキャラクターをラッピングされたデザインとなった。なお、この両編成は土・日曜日には運行ダイヤを限定して運用された[6][7]。
  - お座敷列車「ふるさと」のキハ48 2501,2502の2両は、2016年9月7日に廃車となった[8]。

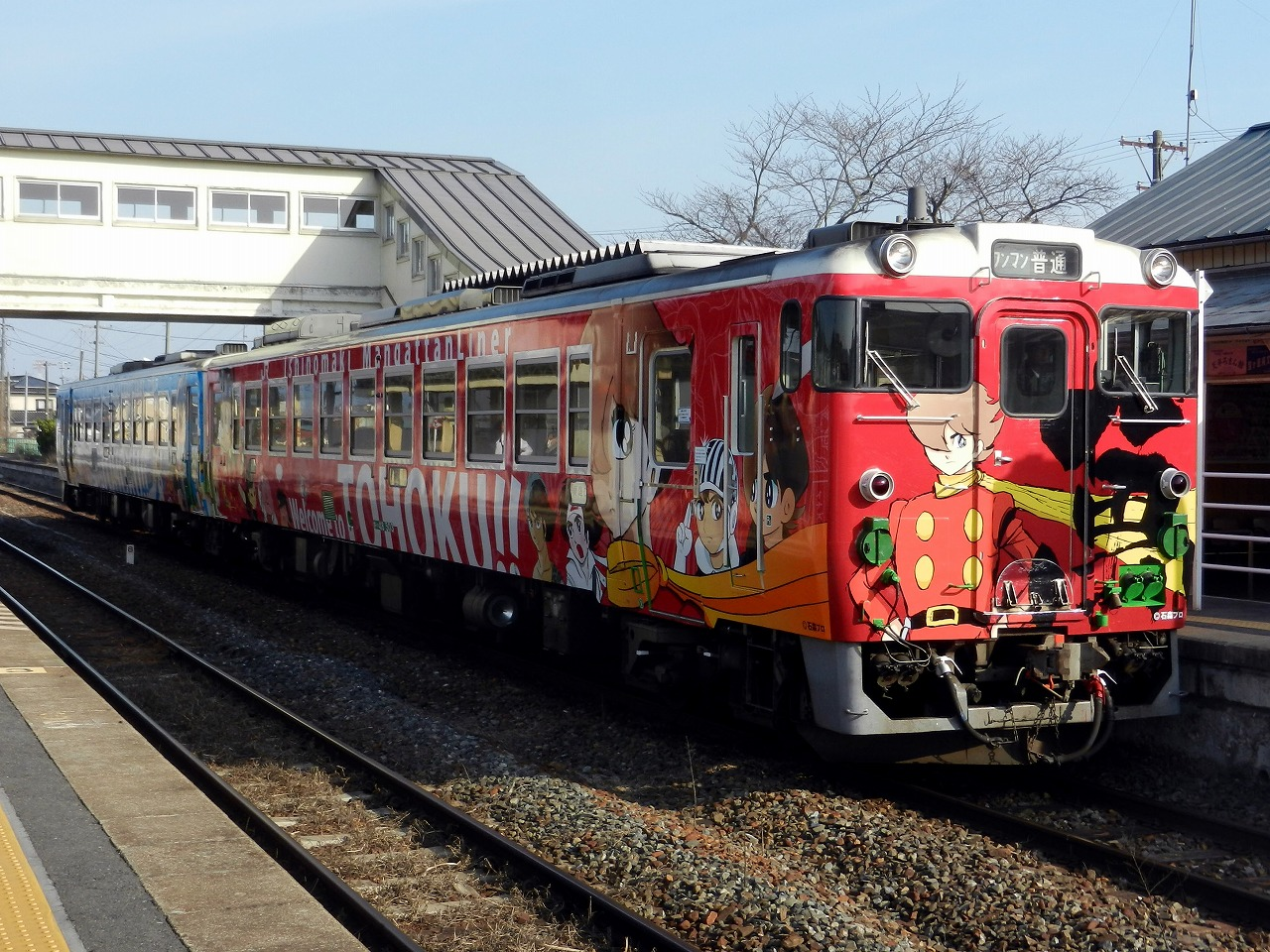
「石巻線マンガッタンライナー」第1編成（キハ48-503・1513）
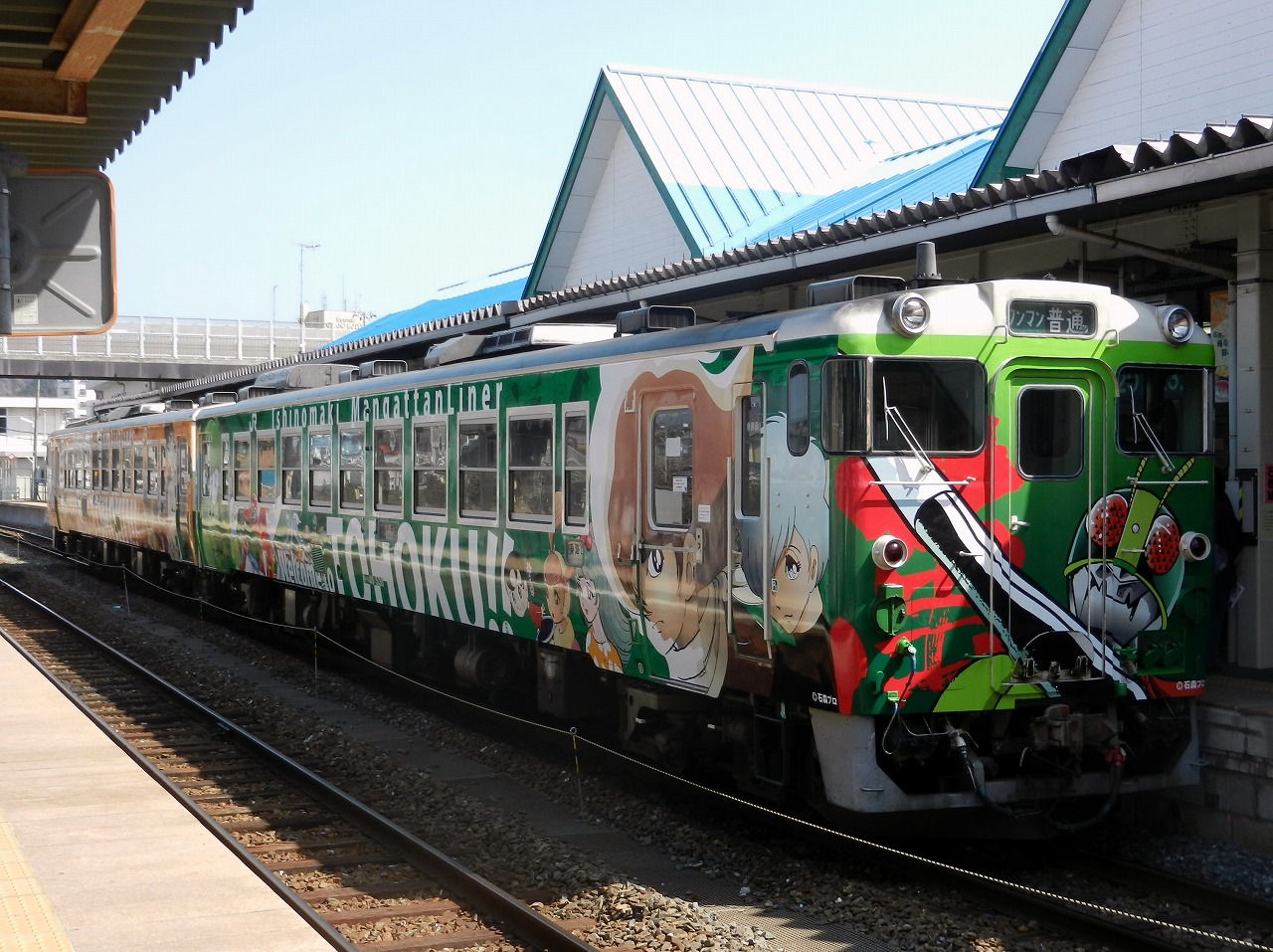
同 第2編成（キハ48-538・1535）

- キハ110系（42両）

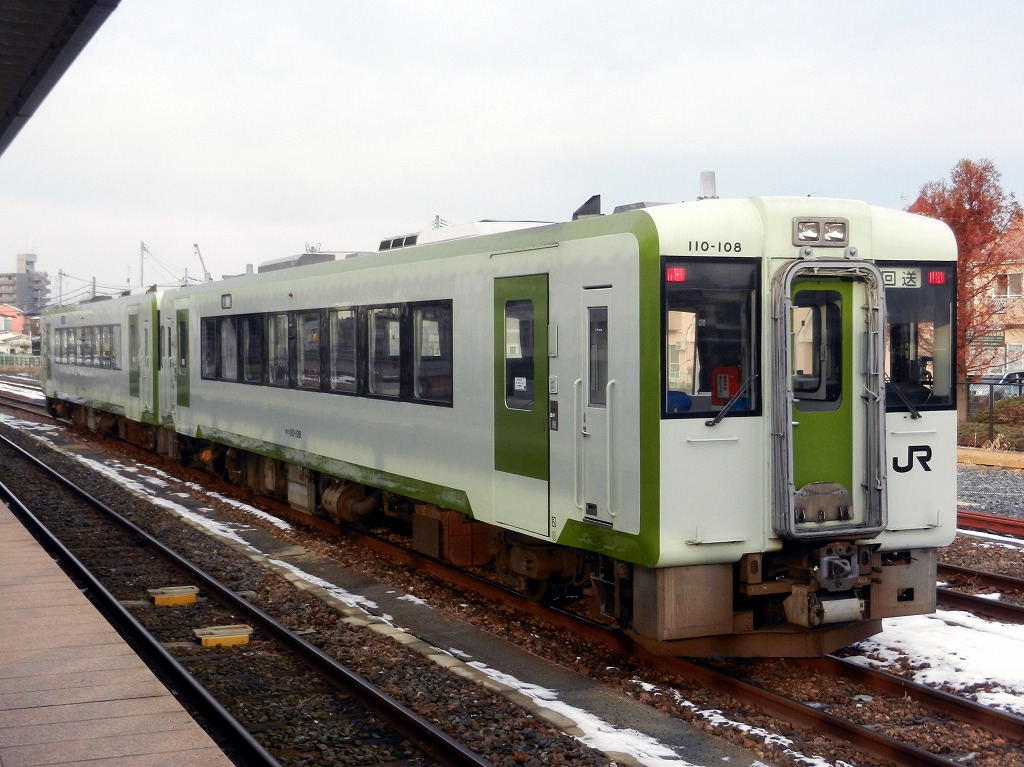
キハ110系（100番台）

  - 両運転台のキハ110形100番台9両、200番台9両、片運転台のキハ111形・キハ112形0番台2両編成1本（2両）、100番台2両編成1本（2両）、150番台2両編成1本（2両）、200番台2両編成9本（18両）が配置されている。100番台と200番台は原則として運用が分けられている。2012年度に気仙沼線BRTへの接続改善および小牛田経由仙台 - 石巻間ノンストップ直通快速増発、2013年秋より八戸線で運転開始の観光列車「TOHOKU EMOTION」の改造種車となる盛岡車両センター配置のキハ111・112形0番台2両編成1本（キハ111-2・112-2）を捻出するため、郡山総合車両センターからキハ110-104が、小海線営業所からキハ110-106・107・108の3両が小牛田運輸区に転入、入れ替わりにキハ110形0番台2両（キハ110-4・5）が盛岡車両センターへ再転属した[9]。
    - 0番台は盛岡車両センター（旧・快速「はまゆり」用、上述の理由により盛岡へ再転属）から、100番台は水郡線営業所からそれぞれ2007年に転入した。東日本大震災が起こる前は快速「南三陸」関連の運用に充当されていた。100番台はワンマン運転に対応し、運賃表示器は石巻線・気仙沼線に対応したものが設置されている。震災前までは本吉始発気仙沼行きの列車（平日・土曜日に運転）が設定されており、その列車は2009年3月改正まではワンマン運転を実施していた（3両編成中の前1両のみで、後2両は回送扱い）が、2010年3月改正で後運用となる「南三陸2・3号」が4両編成化されたことに伴い、下り始発列車も4両編成で運行されることになりワンマン運転は中止された。0番台・100番台とも側面行先表示器はLED式に改造されている。0番台は一時配置が無かったが、2021年3月29日付でキハ111・112形0番台2両編成1本（キハ111-3・112-3）が盛岡車両センターから転入している[10]。この2両に関しては、鉄道開業150周年を記念したラッピングが施され、主に快速ゆけむり号等の波動輸送用として使用されている[11]。
    - 150番台は盛岡車両センターから2011年に転入した。ワンマン機器搭載車で盛岡車両センターから小牛田運輸区へ転入時は機器が水郡線営業所時代のままで陸羽東線・陸羽西線・石巻線・気仙沼線対応となっていなかった（運賃表示器は灰色のカバーで覆われていた）ため当初は車掌乗務列車に運用されていたが後に盛岡転入時に取り付けた運転台部分の転落防止幌および衛星携帯電話の撤去，ワンマン機器再取付が実施され現在は100・200番台と陸羽東線・陸羽西線・石巻線・気仙沼線で共通運用されている。
    - 200番台は陸羽東線・陸羽西線を中心に運用される。震災前はまれに快速「南三陸」の運用に充当されることもあった。全車両がワンマン運転に対応している。当区の200番台は独自の塗装で、キハ110形は窓下に黄色のライン、キハ111・112形は窓下に赤のラインをそれぞれ配しているのが特徴（標準色で導入された車両も後に変更された）である。キハ110-243・244・245の3両は、沿線の景色を楽しめるように1人掛けクロスシートが回転可能であり、窓側に向けて固定することも可能な構造となっている。200番台も側面行先表示器はLED式に改造されている。東日本大震災以降、キハ110系200番台の一部車両は客用扉付近のステップを埋めた上で仙石線の陸前小野 - 石巻間でも運用されていた。
    - 2015年5月30日の仙石線復旧・仙石東北ライン開業に伴うダイヤ改正以降、本区に新製配置されるHB-E210系に代替されることにより、東北本線仙台 - 石巻線の直通快速2往復を廃止して、石巻線のキハ48系をキハ110系に置き換えるため、石巻線全線で運用開始の一方で、仙石線陸前小野 - 石巻間では撤退した[12]。
    - 2016年11月15日付でキハ110-103が郡山総合車両センターから転属（転入）した[8]。
    - 2016年11月26日付でキハ110-108が小海線営業所へ転属（転出）した[8]。

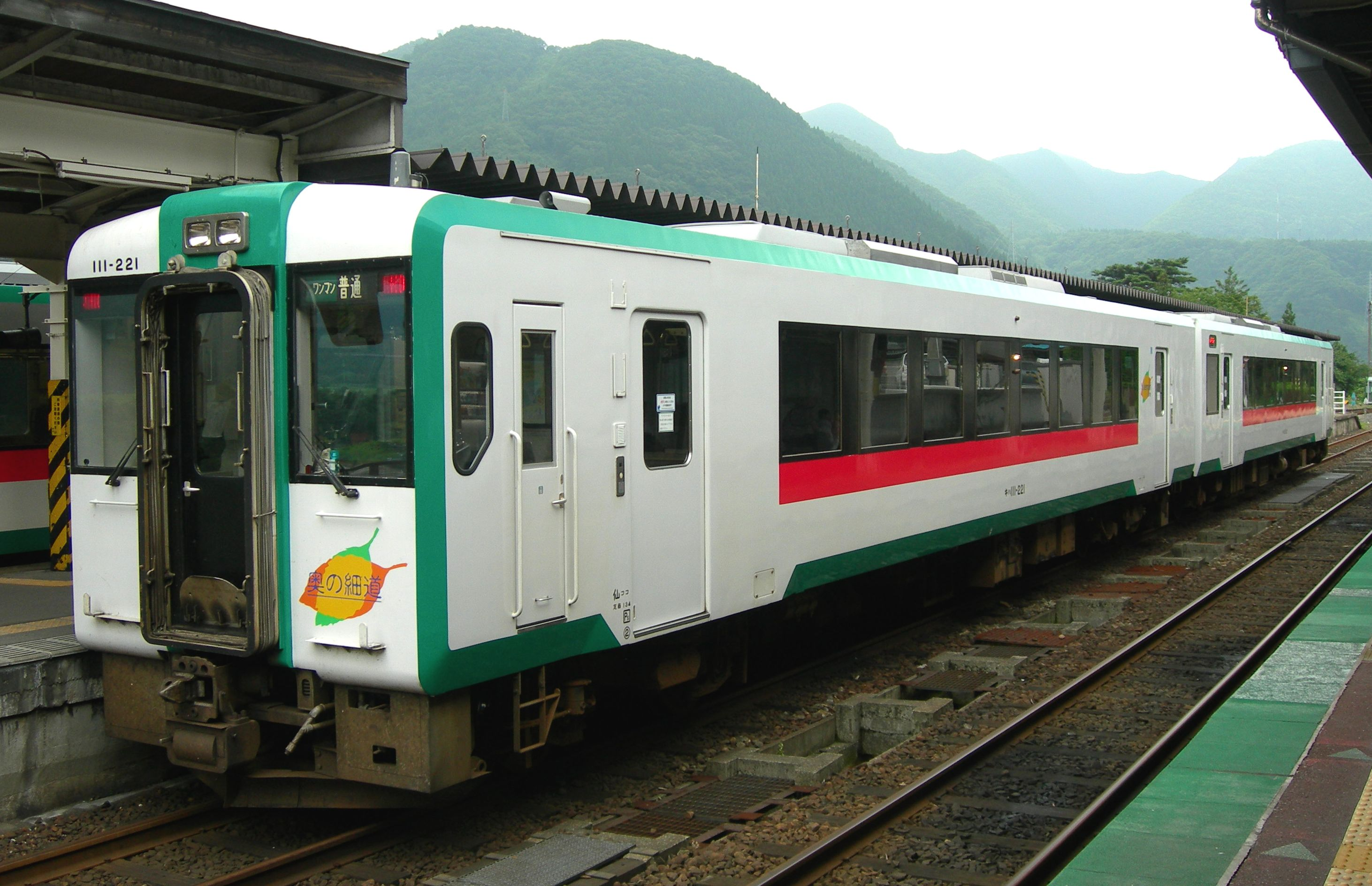
キハ110系気動車（200番台、陸羽東線色）
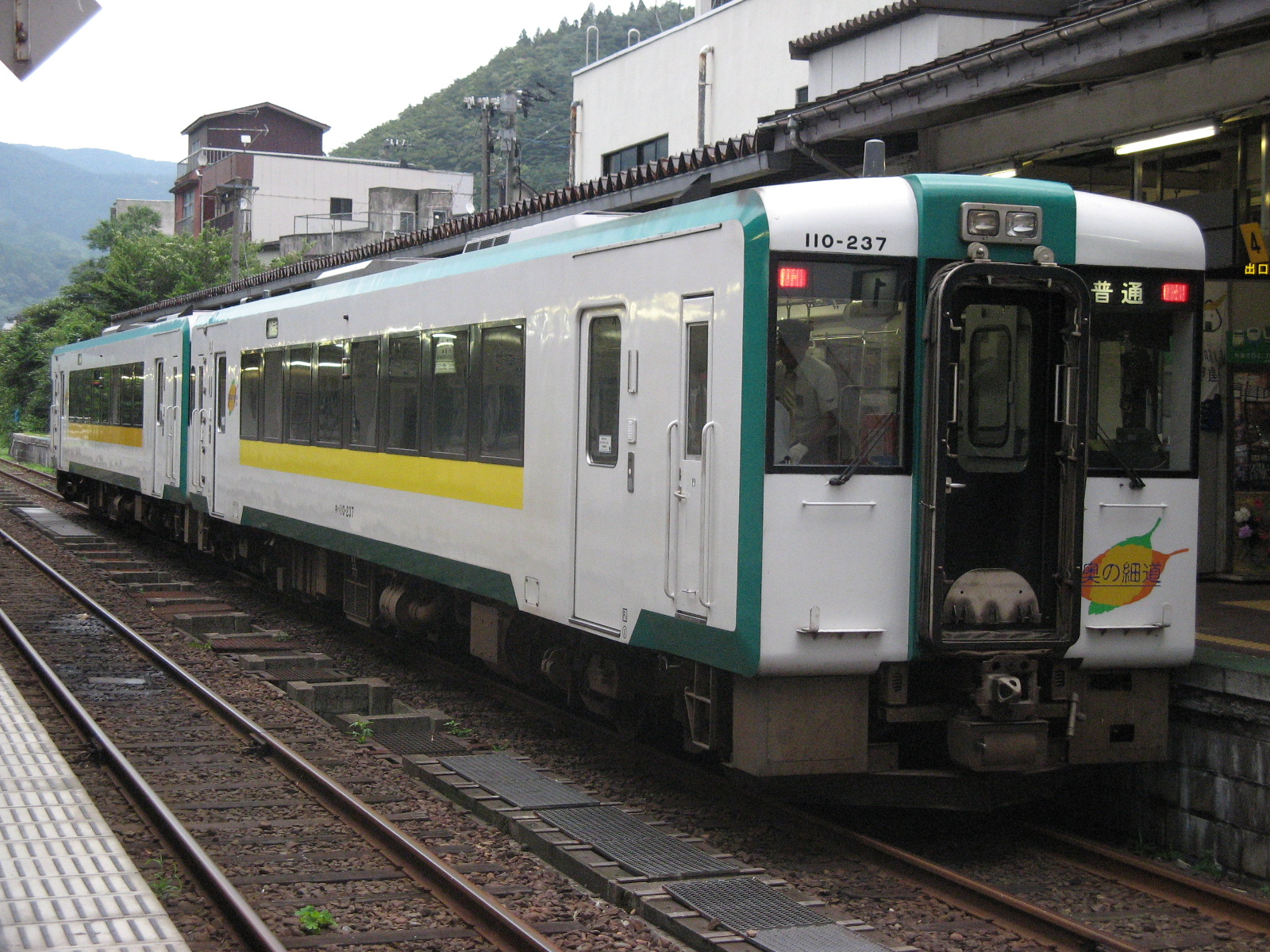
キハ110系気動車（200番台、陸羽西線色）
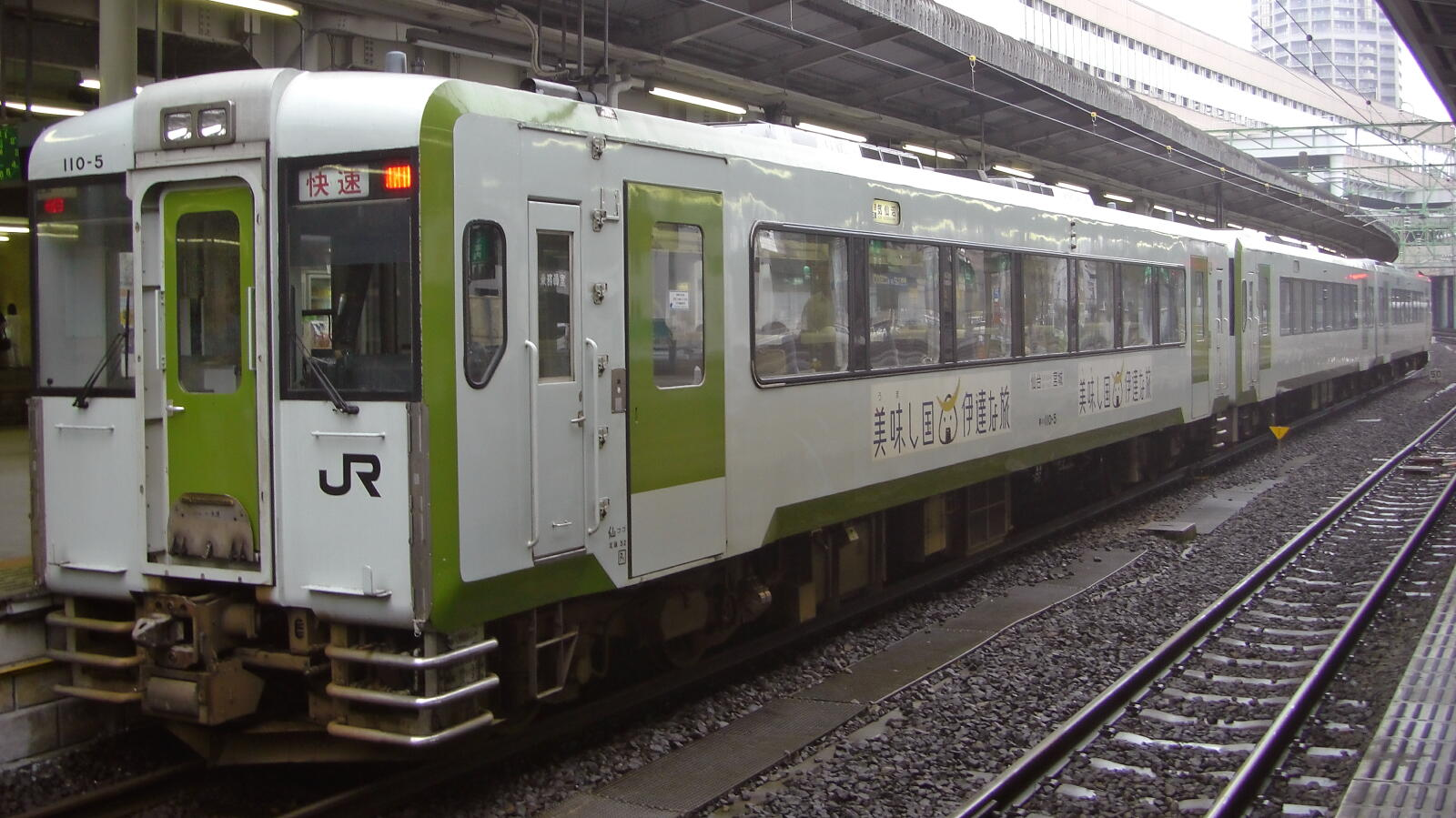
キハ110系気動車（0番台、旧快速「南三陸」用）
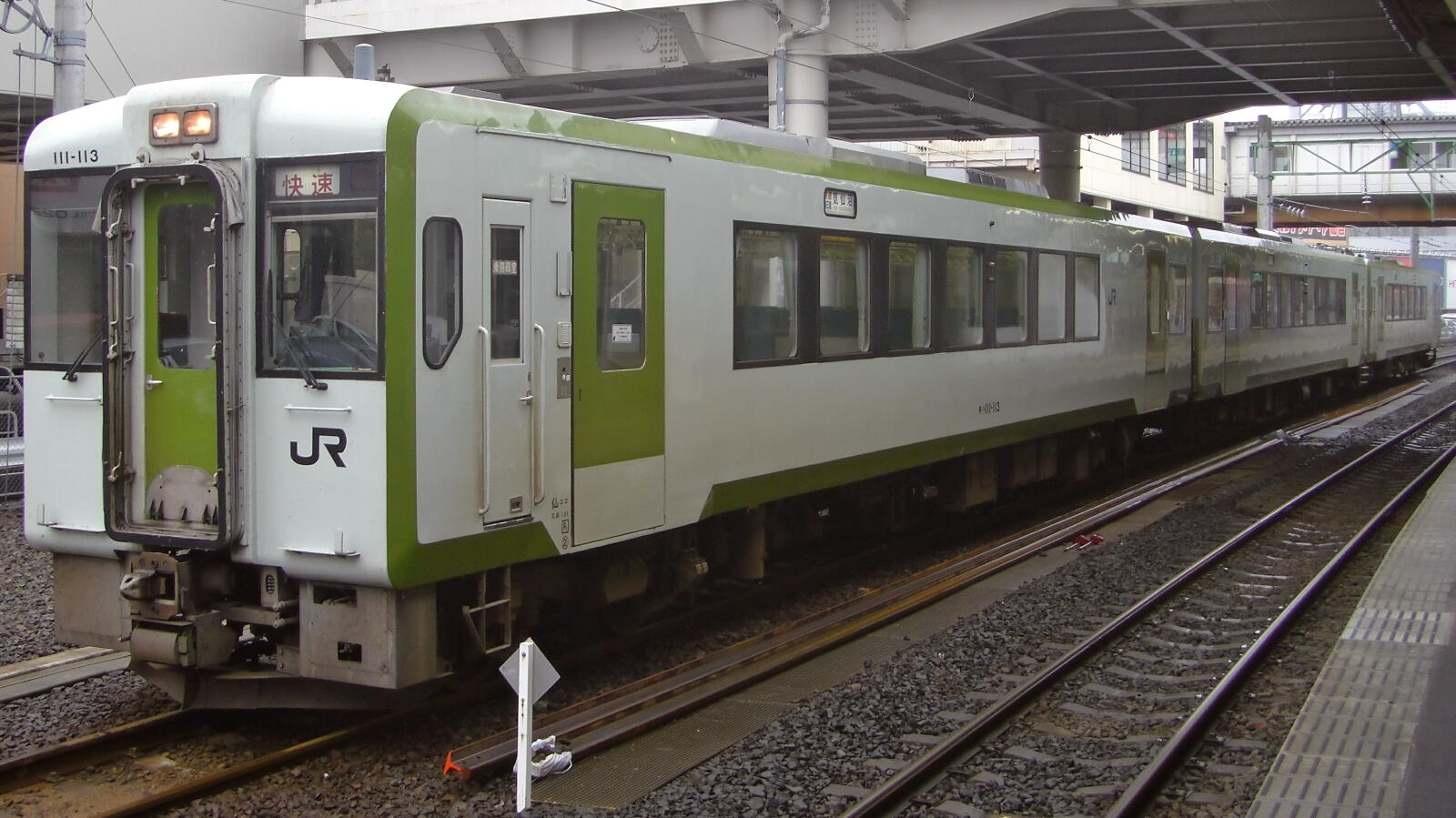
キハ110系気動車（100番台、旧快速「南三陸」用）
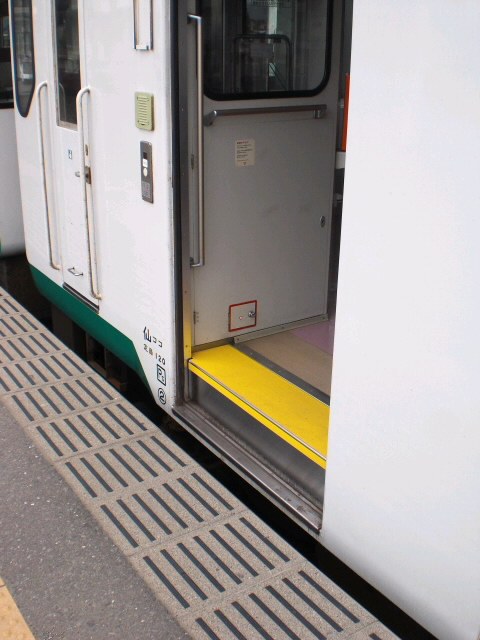
仙石線石巻口で暫定使用中のキハ110。 ドアステップが埋められている。

- HB-E210系（16両）
  - 2両編成8本（16両）が配置されている。
    - 2015年5月30日の仙石線復旧・仙石東北ライン開業に伴うダイヤ改正以降、仙台（東北本線） - 松島 - 高城町 - 石巻間を直通運転している。交流電化区間と直流電化区間を通して運転するため、ハイブリッド方式が採用された。さらに2016年8月6日からは、女川（石巻線）への直通運転を開始（1往復/1日）。これにより、従来の交流電化区間と直流電化区間に加え、非電化区間も直通して運用されることとなった。
- HB-E300系（2両）
  - 「SATONO」に使用される片運転台車2両編成1本が配置されている。
  - 元は「リゾートあすなろ」として、津軽・大湊・八戸・青い森鉄道線の各線を中心に臨時快速列車として運用されていたが、2023年12月26日に「SATONO」へ改造された。

#### 事業用車
- キヤE195系0番台・100番台（11両）
  - 老朽化したレール運搬用工臨貨車の置き換えと、作業効率の向上を図る為に導入された、ロングレール運搬用の事業用車[13]。11両編成1本（11両）が配置される。
  - JR東海・美濃太田車両区所属キヤ97系200番台R101編成をベースに、東北地方向けに耐寒・耐雪構造を強化。
  - 2017年導入。11両編成。「LT-1」の編成名が与えられた。2021年2月1日付で尾久車両センターへ転出した[10]。
  - 2021年9月28日付で11両編成1本が新製配置された[14]。

- キヤE195系1000番台・1100番台（12両）
  - 定尺レール運搬用の事業用車。2両編成6本（12両）が配置される。
  - JR東海・名古屋車両区所属キヤ97系0番台・100番台R1 - R4編成をベースに、東北地方向けに耐寒・耐雪構造を強化。
  - 2018年に2両編成1本が導入。「ST-1」の編成名が与えられたが、2020年5月16日付で尾久車両センターへ転出した[10]。
  - 2020年5月から6月にかけて、2両編成6本が新製配置された[10]。

### 過去の配置車両
- キハ23形気動車
  - 1999年末にキハ110系気動車が増備され、その後代替廃車された。
- キハ58系気動車
  - 座席をリクライニングシートに更新されたグループのうち、最後まで配置されていたキハ58 414とキハ28 2174の2両は修学旅行色に変更され、臨時列車などに運用されたが、2008年12月のさよなら運転を最後に運転を終了し、2009年1月に廃車となった。

- キハ59・キハ29形気動車

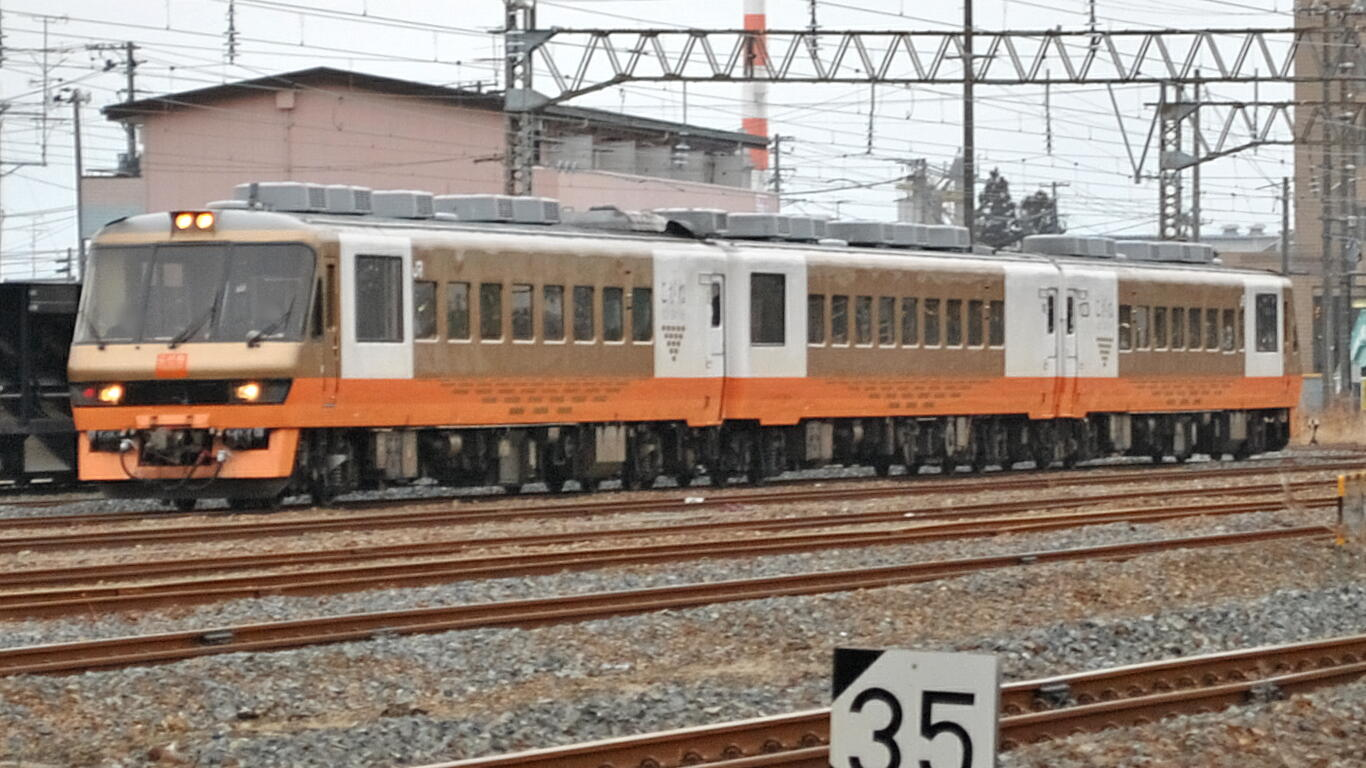
こがね

  - キハ59 510+キハ29 506+キハ59 511で構成される3両編成の欧風気動車「こがね」が所属していた。リニューアル工事を受ける以前は「グラシア」として運行していたが、「こがね」へとリニューアル改造を受けた際に全車グリーン車から普通車への等級変更がされている。老朽化に伴い2010年12月26日をもって営業運転から撤退、2011年7月に廃車され、海外譲渡された。

- キハ40形

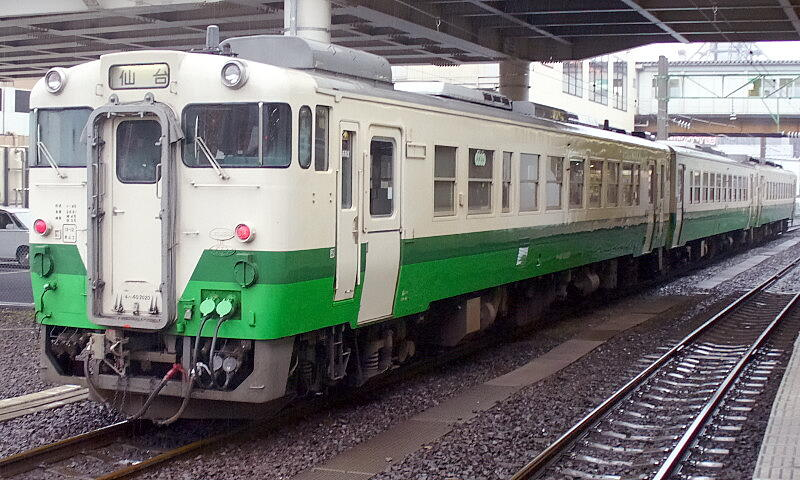
キハ40形

  - お座敷列車「ふるさと」の2500番台1両 (2501) が配置されていた。後述のキハ48形2500番台と編成を組む波動用車両。
  - 2015年度4月1日時点では一般用として500番台2両、2000番台5両も配置されていたが、同年度内に郡山総合車両センターへ5両、新津運輸区へ2両転属となり、一般用の配置はなくなった。
  - 一般用は塗装が東北地域本社色で、東北本線仙台 - 小牛田間・石巻線などで運用されていた。2000年代に入ってから冷房装置搭載工事が施工され、一部車両はセミクロスシートからロングシートに改造されている。
  - 一部の車両はワンマン運転に対応していた。2010年時点では単行運転でのワンマン運用はないが、過去に東北本線利府支線（岩切 - 利府間）で仙台地区にワンマン対応の車両がなかったため、同区間の単行ワンマン列車に充当されていた時期がある。その後ワンマン対応の701系電車が投入されたために利府支線での運用は終了した。
  - キハ48形ともども陸羽東線・陸羽西線でも運用されていたが、キハ110系の導入により朝の石巻線からの直通列車とその折り返し列車（小牛田 - 古川間）を除いて撤退し、2013年3月16日ダイヤ改正で気仙沼線から、2015年5月30日の仙石線復旧・仙石東北ライン開業に伴うダイヤ改正で石巻線全線のキハ48形がキハ110系に置き換えられたことにより、波動用を除いて運用を終了した[12]。
  - 2016年9月7日にキハ40 2501が廃車となったことで全廃となった[8]。

## 運用線区
- 石巻線
- 気仙沼線
- 陸羽東線
- 陸羽西線
- 羽越本線（余目 - 酒田間）
- 東北本線（仙台 - 小牛田間）
- 仙石線（高城町 - 石巻間）
  - 仙石線が東日本大震災により被災し、全線復旧（仙石東北ライン開業）するまでの間は、陸前小野・矢本 - 石巻間でキハ110系気動車が暫定的に使用されていた[15]。